# Elongated Man
Elongated Man (Randolph "Ralph" Dibny; conocido en español como Rafael Rivas, el Hombre Elástico) es un superhéroe que aparece en los cómics estadounidenses publicados por la editorial DC Comics. Su primera aparición fue en la colección  The Flash # 112 (12 de mayo de 1960).
El personaje ha ganado y ha sido nominado a varios premios a lo largo de los años, incluido el Premio Alley de 1961 al "Mejor personaje secundario". El personaje hizo su debut de acción en vivo en la cuarta temporada de la serie de televisión de acción en vivo Arrowverso de The CW, The Flash, interpretado por Hartley Sawyer. En junio de 2020, Sawyer fue despedido antes de la séptima temporada de la serie luego de que resurgieran las publicaciones en las redes sociales con referencias racistas y misóginas.

## Historial de publicaciones
Elongated Man fue creado por el escritor John Broome y el dibujante Carmine Infantino, con un aporte significativo del editor Julius Schwartz, quien quería un nuevo personaje secundario para Flash. Julius Schwartz no había notado que Plastic Man estaba disponible para su publicación, debido a que DC Comics había obtenido los derechos del personaje en el año 1956 (junto con otras propiedades de la desaparecida editorial Quality Comics). Sin embargo, Infantino y el entintador Murphy Anderson declararon que nunca tomaron a Plastic man como referencia.
En su autobiografía del año 2000 "El asombroso mundo de Carmine Infantino", el artista escribió: "Me gustó mucho Elongated Man porque era cómico y disfrutaba dibujar algo de comedia. También era una de mis tiras favoritas, porque estaba tan cerca de la animación. Me gustó poder probar los límites de la forma del cómic y esta tira me permitió hacer eso".
Elongated Man fue publicado en solitario frecuentemente como segunda historia en la colección Detective Comics, donde fue redefinido como un detective que ama los misterios extraños y viaja buscándolos por los Estados Unidos en un convertible con su esposa. A veces viajaban por el mundo o se encontraban con otros superhéroes de DC como Batman, Green Lantern, Átom y Zatanna. Esta característica se volvió esporádica a finales de los 60s y durante los 70s. Sin embargo, en 1973, se convirtió en miembro de la Liga de la Justicia de América, apareciendo principalmente en ese título entre 1973 a 1995.

## Biografía ficticia
Cuando era adolescente, Ralph Dibny estaba fascinado por los contorsionistas o personas que mostraban hazañas de agilidad y flexibilidad. Se enteró de que todos ellos bebían un refresco popular llamado "Gingold". Ralph se puso a trabajar aprendiendo química y desarrolló un extracto superconcentrado de la rara fruta "gingo" de Yucatán, que le dio elasticidad. En su primera aparición, Flash sospecha que Elongated Man está detrás de varios crímenes, pero Elongated Man ayuda a capturar a los criminales, quienes revelan que usaron un helicóptero para incriminarlo.
Ralph Dibny fue uno de los primeros héroes de DC de la Edad de Plata en revelar su identidad secreta al público, y también uno de los primeros en casarse con Sue, su interés amoroso. Después de formar equipo con varios otros superhéroes como Batman, Green Lantern, Atom, Zatanna y la Liga de la Justicia de América, se convirtió en miembro del equipo. Finalmente, su esposa también ayudaría al grupo en tareas de monitoreo. La pareja también se destacó por tener un matrimonio estable, feliz y relativamente libre de problemas, una anomalía en los anales de los cómics de superhéroes.

### Crisis de Identidad
Ralph Dibny jugó un papel central en los eventos de la saga Crisis de Identidad, con el arco principal de la serie girando en torno al asesinato de Sue Dibny. La relación sana y estable entre Ralph y Sue, y los eventos que llevaron y resultaron de su muerte, se utilizaron como dispositivos narrativos principales a lo largo de la serie para examinar las respectivas relaciones personales de otros miembros de JLA y la JSA (y en menor intensidad, con miembros de la comunidad de supervillanos).
El efecto de la muerte de Sue en Ralph (agravada por el hecho de que aparentemente Sue estaba embarazada al momento de su muerte), produciría un cambio significante en su carácter en los eventos que siguieron a Crisis de Identidad, culminando en el final de la serie semanal 52.
Ralph y Sue también aparecían como los miembros fundadores de los Super Buddies en las miniseries "Anteriormente conocidos como la Liga de la Justicia" y su secuela "No puedo creer que no sea la Liga de la Justicia" publicado en LJA: Clasificado #4-9, aunque se publicó después que la saga Crisis de Identidad. Desgraciadamente, un chiste corriente en "No puede creer que no sea la Liga de la Justicia" involucra la posibilidad del embarazo de Sue, lo que resulta algo mórbido después Crisis de Identidad.

### 52
En la serie semanal 52 del año 2006, Ralph Dibny, afligido por el dolor, se encuentra contemplando el suicidio, cuando se le informa que la tumba de Sue ha sido vandalizada con una versión invertida del símbolo 'S' de Superman, el símbolo kryptoniano de la resurrección. Se enfrenta a Cassandra Sandsmark, y esta le cuenta a Dibny que pertenece a un culto el cual cree que Superboy puede ser resucitado. Cassie roba el anillo de matrimonio de Ralph luego de que los miembros del culto intentan ahogarlo.
Durante la semana 11, luego de haber asediado y perseguido a algunos de los miembros del culto, obtiene un reporte de que alguien irrumpió en una bodéga de Opal City y robó las ropas de Sue. En la semana 12, Ralph encuentra a Wonder Girl quien le dice que robaron la ropa y el anillo para hacer una efigie de Sue. Ella lo invita a la ceremonia.
Durante la semana 13, Ralph asiste a la ceremonia. Metamorpho, Green Arrow, Zauriel y Hal Jordan lo acompañan. A pesar de su aprobación inicial, Dibny y sus amigos intervienen en la ceremonia, pero la efigie de Sue se arrastra hacia Dibny y grita su nombre mientras se quema completamente, como resultado de esto Dibny sufre un ataque nervioso.
Durante la Semana 18, otros miembros de la Sociedad Croatoan (Detective Chimp, Terri Thirteen y Edogawa Sangaku) encuentran a Tim Trench muerto con el casco del Doctor Fate, Nabu. Ralph investiga y le pide ayuda a Shadowpact, el otro grupo del detective Chimp. Una voz desde dentro del timón del Doctor Fate, sin ser escuchada por los otros miembros del grupo, le habla a Dibny y promete cumplir sus deseos a cambio de ciertos sacrificios. Dibny viaja con el timón a través de las vidas posteriores de varias culturas, donde se le advierte sobre el uso de la magia.
Durante la semana 27, El Espectro promete revivir a Sue a cambio de que Ralph tome venganza de Jean Loring, pero Dibny es incapaz de hacer eso.
Durante la semana 32, Ralph se aventura a Nanda Parbat, iniciando una batalla con el Yeti. Perfect Accomplished Physician viene al rescate, él y el Yeti son miembros de Great Ten  los defensores de China. En Nanda Parbat, Rama Kushna le dice a Dibny, "El final ya está escrito".
Durante la semana 42, Dibny está en la torre del Dr. Fate. Comienza el hechizo para resucitar a Sue, se pone el casco de Fate y lo dispara, revelando a Felix Faust, que se hacía pasar por Nabu. Fausto planeaba intercambiar el alma de Dibny con Neron a cambio de su propia libertad. Ralph revela que estuvo al tanto de la identidad de Fausto durante algún tiempo, y que el hechizo vinculante que rodea la torre está diseñado para encarcelar a Fausto, no para contrarrestar los efectos negativos del hechizo. Neron aparece y mata a Dibny, solo para darse cuenta demasiado tarde de que el hechizo vinculante responde solo a las órdenes de Dibny: a través de su muerte, Ralph ha atrapado a Fausto y Neron en la torre, aparentemente por toda la eternidad, aunque sus métodos para hacerlo son desconocidos. Su espíritu se ve más tarde reunido con su esposa. Sin embargo, Neron puede escapar casi de inmediato. Durante la miniserie de Black Adam Dark Ages, se muestra que Fausto escapa con la ayuda de Black Adam y una Isis resucitada, que está bajo el control mental de Fausto. Estos eventos tienen lugar justo antes de Countdown, lo que indica que Fausto solo había estado allí durante unas pocas semanas.
Al final de la semana 52 es revelado que el arma mágica y que concede de deseos de Dibny (un recuerdo del Caso Anselmo, una referencia a La Historia de la Vida de Flash), funcionó; el último deseo de Ralph era reunirse con su esposa, incluso en la muerte, y que Ralph y Sue ahora se reencuentran como detectives fantasmas, investigando una escuela donde acaba de ocurrir un fenómeno paranormal.

### Un año después
En Blue Beetle #16, Traci 13 mencionó que Ralph y Sue la habían acogido después de la muerte de su madre.
En la miniserie de 2007-08 de Black Adam Dark Ages, se muestra que los restos de Ralph todavía están dentro de la Torre Fate cuando Teth-Adam le pregunta a Fausto si su trato para engañar a Dibny había funcionado. El esqueleto de Ralph es utilizado por Fausto para crear la ilusión de que el intento de Adam de resucitar a Isis había fracasado.
En Batman and the Outsiders #5, se revela (después de aparecer como desconocidos en los dos números anteriores) que Ralph y Sue han ganado o descubierto la capacidad de poseer cuerpos humanos, al igual que la habilidad de Boston Brand, a.k.a. Deadman.

### Reinar en el infierno
Ralph y Sue, en sus formas fantasmales, aparecen ante el Doctor Occult con noticias de la guerra que se avecina en el infierno. Enviados por Giovanni Zatara, quien como miembro del Movimiento de Resistencia al Infierno espera aprovechar la guerra, le piden al Doctor Occult que lo ayude en su plan. Luego se disipan y lo dejan tomar su decisión.

### Blackest Night
En Blackest Night #0, las tumbas de Ralph y Sue Dibny se muestran durante el canto de Black Hand. Al final del número (en la imagen de perfil promocional de Black Lantern Corps), su mano es fácilmente identificable como saliendo de su tumba. Se revela que los cadáveres de Ralph y Sue han sido reanimados como Black Lanterns, atacando a Hawkman y Hawkgirl; Ralph golpeó a Hawkman con su maza antes de arrancarle el corazón. A continuación, se les ve en Gotham City con los Black Lanterns Martian Manhunter, Hawkman, Hawkgirl y Firestorm preparándose para matar a Flash y Green Lantern. Ralph y Sue se convierten en cenizas cuando la Tribu Indigo destruye sus anillos. En la batalla final, Flash mira a su alrededor para ver si Ralph y Sue estaban entre los resucitados por la Entidad Blanca solo para que Green Lantern les diga que no regresarán.

### The New 52
En septiembre de 2011, The New 52 reinició la continuidad del Universo DC. En esta nueva línea de realidad, Ralph Dibny es aparentemente un miembro rebelde de los Seis Secretos, bajo el alias de Damon Wells, también conocido como Big Shot, reportando al Acertijo que en esta encarnación del equipo sirve como "Mockingbird." Después de haberse reunido con su esposa, Dibny regresa como el Elongated Man disfrazado en Secret Six #12.

## Poderes y habilidades
Elongated Man ganó sus habilidades bebiendo una versión refinada de un refresco llamado Gingold que contiene el extracto de una fruta (ficticia) llamada gingo. En la saga Invasion, en el ejemplar #3 se reveló que él es un metahumano, y el elixir gingoide interactuó con sus genes latentes. Un ser humano común no desarrollaría tales poderes ingiriendo el extracto. De hecho, la mayoría de las personas son extremadamente alérgicas al Gingold altamente concentrado. El otro héroe en el Universo DC que usa Gingold es Stretch, un miembro de Hero Hotline que ha estado usando el compuesto desde la década de 1940.
Como sugiere su nombre, el Hombre Elástico puede estirar sus extremidades y su cuerpo a longitudes y tamaños sobrehumanos. Estos poderes de estiramiento otorgan a Elongated Man una mayor agilidad que permite una flexibilidad y coordinación que están más allá de los límites naturales del cuerpo humano. Puede contorsionar su cuerpo en varias posiciones y tamaños imposibles para los humanos comunes, como ser completamente plano para poder deslizarse debajo de una puerta, o usar sus dedos para abrir cerraduras convencionales. También puede usarlo para disfrazarse cambiando la forma de su rostro, aunque esto es doloroso y difícil para él. La fisiología de Ralph tiene mayores limitaciones físicas que su colega Plastic Man; hay un límite en cuanto a lo lejos que puede estirar su masa corporal finita, y no puede abrir agujeros en su cuerpo como puede hacerlo Plastic Man.
Los poderes del Elongated Man también aumentan enormemente su durabilidad. En gran medida, es capaz de soportar ácidos corrosivos, pinchazos y conmociones cerebrales sin sufrir lesiones. Se ha demostrado que es resistente a altas velocidades que matarían a una persona común y que también es más resistente a explosiones de armas de energía que matarían a humanos comunes. Su fisiología se parece más a la de un humano común que a Plastic Man y, como resultado, no comparte la casi invulnerabilidad de su colega.
Además de sus habilidades de estiramiento, Elongated Man está capacitado profesionalmente como detective y es muy hábil en el razonamiento deductivo. A menudo considerado uno de los detectives más brillantes del Universo DC (en comparación con Batman solo difiere en el curso real de su lógica). También es un talentoso químico aficionado. Un meta-efecto secundario de sus poderes junto con sus habilidades de detective es el sentido olfativo mejorado, lo que le permite "oler" cuando algo "no está bien", o si hay una pista o un misterio a la mano. Esto da como resultado un "tic de nariz". Firehawk le dijo una vez a Ralph que Green Arrow pensaba que la contracción de la nariz no era algo real, sino algo que él mismo inventó para obtener más atención. Elongated Man respondió diciéndole que el sombrero de Green Arrow cubre una zona calva.

## Otras versiones

### Kingdom Come
En Kingdom Come, cuando Superman sale de su retiro y restablece la Liga de la Justicia, Batman recluta a Ralph Dibny para que forme parte de su facción. Se infiltran en el Frente de Liberación de la Humanidad de Lex Luthor y una vez que descubren que Luthor está lavandole el cerebro al Capitán Marvel, atacan y encarcelan a los miembros de ese frente.

### The Dark Knight Strikes Again
En The Dark Knight Strikes Again de Frank Miller, Dibny es mencionado como un hombre en un bar que estaba recordando la Edad de Plata y cuando escuchó la mención de Batman, su rostro se hundió y su mandíbula cayó al suelo. Más tarde, se ve a Dibny vendiendo una bebida de "mejora masculina" "Gingold" en un infomercial de televisión. Luego es reclutado para ayudar a Batman en su ataque contra el gobierno estadounidense asumido por Lex Luthor.

### JLA / Avengers
Elongated Man aparece en el tercer número de JLA / Avengers, reemplazando a Plastic Man después de la fusión de los universos DC y Marvel.

### Liga de la Justicia ilimitada
Elongated Man ha aparecido en el cómic derivado de la serie animada: Justice League Unlimited.

### Countdown to Final Crisis
Recientemente, el Ralph Dibny de Tierra-51, donde los superhéroes ya no necesitan identidades secretas, se ha visto en la saga Countdown to Final Crisis. Posteriormente es asesinado por Bob, el Monitor de Nueva Tierra.

### The Flash (2016)
Una versión futura malvada de Elongated Man llamado Elongated Maniac aparece en The Flash #53. Aparece en los flashbacks de un encuentro en el que se enfrenta al Comandante Cold después de matar a rehenes.

## En otros medios

### Televisión

#### Acción en vivo
- Ralph Dibny / Elongated Man aparece en The Flash, interpretado por Hartley Sawyer como un personaje recurrente en la cuarta temporada antes de ser promovido como personaje regular para la quinta y sexta temporada.[31][32][33][34] Originalmente se dijo que el personaje había fallecido debido a la explosión del acelerador de partículas de Eobard Thawne en la primera temporada. Sin embargo, su muerte se deshizo después de que la línea de tiempo de Flashpoint afectara la realidad en la tercera temporada. Ralph hace su primera aparición en el cuarto episodio de la cuarta temporada, titulado "Viaje alargado hacia la noche".[35] Esta versión es un detective de la policía hasta que Barry Allen descubre que había cometido perjurio al plantar pruebas y fue retirado de la fuerza. Como resultado, Ralph se convirtió en investigador privado especializado en casos de infidelidad. Adquirió sus poderes elásticos después de que el Pensador manipulara al Equipo Flash para abrir una brecha y exponerlo ante la materia oscura. Después de descubrir los poderes de Ralph, Barry lo llevó a S.T.A.R. Labs para estabilizarlo. Al decidir darle a Ralph una segunda oportunidad después de escuchar que solo plantó la evidencia porque estaba seguro de que el sospechoso era culpable pero no pudo probarlo, Barry lo agregó al equipo de S.T.A.R. Labs y trabajó con él para ayudarlo a convertirse en un superhéroe. Ralph hizo su debut sustituyendo a Barry mientras cumplía condena en prisión, aunque los medios lo vieron como una broma e inicialmente lo apodaron el "Hombre Elástico" antes de llamarlo Hombre Alargado debido a un malentendido. A diferencia de los cómics, esta versión de Ralph desarrolló la capacidad de transformarse en otras personas, la que usó para liberar a Barry de la prisión. En la quinta temporada, Ralph comenzó una investigación sobre la infancia de Caitlin Snow y ayudó al Equipo Flash contra el asesino en serie Cicada. En la sexta temporada, Ralph fue contratado para encontrar a Sue Dearbon y recibió una insignia con su logo durante una conferencia de prensa celebrada para reconocerlo como uno de los protectores de Central City. En la segunda mitad de la temporada, encontró a Dearbon, solo para descubrir que era una ladrona. Debido a esto, se motivó en reformarla, lo que logró en el final de temporada.
  - Ralph Dibny / Elongated Man apareció en el sexto evento cruzado anual del Arrowverso llamado "Crisis on Infinite Earths", con Hartley Sawyer retomando su papel.[36]

#### Animación
- Elongated Man hace su primera aparición en televisión en varios episodios de Liga de la Justicia Ilimitada, con la voz del ganador del Emmy Jeremy Piven (Judgement Night). Aunque aparece en numerosos episodios como personaje de fondo, solo tiene tres episodios con roles relevantes. En el episodio "The Greatest Story Never Told", él es uno de los miembros que ayudó en la batalla contra Mordru, aunque lo ponen en control de multitudes (junto con Booster Gold) para su decepción, Green Lantern le dijo que Plastic Man ya estaba luchando contra Mordru y que no "necesitaban dos tipos elásticos". Como estaban en control de multitudes, se queja con Booster Gold sobre su posición. Esto pronto molesta a Booster Gold, con Elongated Man diciendo que la rueda chirriante obtiene grasa. Mujer Maravilla luego aparece y dice que el equipo necesita la ayuda de Elongated Man. De buena gana sigue a Wonder Woman a la pelea, para gran decepción de Booster Gold. Aunque el episodio sigue el intento de Booster Gold de detener un agujero negro, Elongated Man (fuera de la pantalla) había ideado un plan para derrotar a Mordru y se muestra al equipo elogiándolo. Mientras ayuda a limpiar el desorden en la ciudad, Booster Gold pasa junto a él junto con la Dra. Tracy Simmons, diciendo 'Rueda chirriante, amigo'. Rueda chirriante'. En el episodio "The Ties That Bind", Elongated Man y Flash (Wally West) expresan su preocupación por el hecho de que algunos otros miembros de la Liga de la Justicia no les muestran suficiente respeto. Flash le pregunta a Elongated Man si Flash parece inmaduro. Elongated Man responde 'No en lo más mínimo 'Rock 'Em Sock'. En el episodio "Clash", Parásito roba los poderes de Elongated Man para usarlos y tratar de derrotar a Metamorpho y Batman antes de la oportuna intervención del Capitán Marvel. Después de la derrota de Parásito, Elongated Man nota que el Capitán Marvel se sonroja y dice que no sea modesto ya que cree que Superman no podría haber hecho un mejor trabajo, diciendo 'solo estábamos hablando de [Superman]' el Hombre de Acero.
- Elongated Man aparece en Batman: The Brave and the Bold, con la voz de Sean Donnellan. Esta versión posee habilidades para cambiar de forma. En el teaser del episodio "Viaje al centro del murciélago", trabaja con Plastic Man y Batman para detener a Baby Face, usando sus habilidades de cambio de forma para hacerse pasar por Baby Face y engañar a sus secuaces. Los dos dúctiles metahumanos discuten constantemente sobre quién es el mejor socio de Batman. Aunque The Dark Knight prefiere trabajar solo. Elongated Man también se muestra en una imagen con Batman en el episodio "Bat-Mite Presents: Batman's Strangest Cases" junto con Detective Chimp, Question y Detective Marciano. Además, Elongated Man aparece en un cameo en el episodio de dos partes "¡El asedio de Starro!", Apareciendo primero junto a los héroes poseídos por Starro y luego entre los héroes que ya se han liberado del control mental del alienígena.
- Elongated Man aparece en Mad, con la voz de Ralph Garman. Se une a los otros superhéroes en un número musical donde le pregunta a Superman, Batman y Wonder Woman acerca de ser llamados "Super Friends". Por su parte, Elongated Man declaró que no tenía dinero en efectivo y que pedirle dinero a Superman parece ser Kryptonita.
- Elongated Man apareció en Young Justice: Outsiders, con la voz de David Kaye. En el episodio, "Terminus", aparece como parte de una redada de la Liga en el orfanato de Abuela Bondad hasta que es sometido ante la Ecuación Anti-Vida.

### Película
- Una versión malvada apodada Extruded Man aparece como miembro del Sindicato del Crimen de América en la película animada Justice League: Crisis on Two Earths como uno de los hombres de Owlman (originalmente uno de los secuaces de la Tierra paralela Martian Manhunter) que se enfrenta a la Liga de la Justicia. Fue atrapado por Flash, quien corre por el lugar para atarlo a unos pilares y estructuras de edificios. Entonces Flash se burla de él con un movimiento de su cuerpo alargado con un sonido de goma.
- En la película animada Justice League: The Flashpoint Paradox, se menciona que Elongated Man fue asesinado en el universo Flashpoint y era conocido como Elongated Kid.
- Elongated Man fue mencionado en Batman y Harley Quinn.
- Elongated Man hace una breve aparición en Teen Titans Go! to the Movies.